# Рубан, Пётр Васильевич
Пётр Васильевич Рубан (11 июня 1950 — 16 января 1984) — командир 200-й отдельной штурмовой авиационной эскадрильи в составе 40-й армии Краснознамённого Туркестанского военного округа (Ограниченный контингент советских войск в Демократической Республике Афганистан), подполковник. Герой Советского Союза.

## Биография
Родился 11 июня 1950 года в селе Хильчичи Середино-Будского района Сумской области Украинской ССР в семье рабочего. Украинец. Детство прошло в селе Хильчичи, где жили его бабушка и дедушка. Воспитывался у них, в то время как мать работала на одном из предприятий города Запорожье (Украина). До 5 класса учился в Хильчичской школе. После восьмого класса средней школы города Запорожье поступил в Запорожский металлургический техникум имени А. Н. Кузьмина, одновременно работал подручным сталевара на заводе «Запорожсталь», посещал аэроклуб. После окончания в 1969 году металлургического техникума его назначили разливщиком металла. Однако решил посвятить свою жизнь авиации.
В Советской Армии в 1970—1971 годах и с 10 ноября 1971 года. В 1972 году экстерном окончил Черниговское высшее военное авиационное училище лётчиков. Член КПСС с 1975 года. Служил в Краснознамённом Прибалтийском военном округе, в Группе советских войск в Германии, с июля 1982 года — в Краснознамённом Закавказском военном округе.
Уже на втором году службы был назначен командиром звена, которое в первый же год стало лучшим. Затем служил в должностях начальника разведки полка, заместителя командира авиационной эскадрильи, командира авиационной эскадрильи. В 1983 году отличился на учениях «Союз-83». За успехи в боевой и политической подготовке, умелое воспитание и обучение подчинённых, ему была вручена Грамота ЦК ВЛКСМ и ценный подарок. Летом 1983 года майору Рубану было предложено возглавить авиационную эскадрилью в Демократической Республике Афганистан, согласился без всяких колебаний.
В середины августа 1983 года — в составе ограниченного контингента советских войск в Демократической Республике Афганистан. С сентября 1983 года командовал штурмовой авиационной эскадрильей.
П. В. Рубан был дисциплинированным, грамотным, старательным офицером-руководителем. К исполнению своего служебного долга относился с чувством высокой ответственности. Большую работу проводил относительно поддержания подразделения в высокой боевой готовности, всегда следил за боевой выучкой лётного состава, соблюдением требований документов по обеспечению безопасности лётной работы. Проявлял настойчивость и принципиальность. Личный состав эскадрильи под его командованием налетал 1119 часов, осуществив при этом 1149 боевых вылетов. Выполнял задание по прикрытию войск и колонн, нанесению авиационных ударов по скоплению мятежников, складов с оружием и боеприпасами. По итогам боевой и политической подготовки эскадрилья П. В. Рубана была одной из лучших в ВВС ограниченного контингента советских войск в Демократической Республике Афганистан.
П. В. Рубан был военным лётчиком первого класса. Полётные задания выполнял на отлично, цели поражал с первого захода, летал смело и уверенно. Всегда решительно атаковал наземные цели, несмотря на зенитное противодействие мятежников. Летал на самолётах Л-29, МиГ-17, МиГ-21, Су-17. В 1982 году успешно переучился на новый авиационный комплекс Су-25. Был подготовлен к ведению боевых действий в полном объёме курса боевой подготовки. Грамотно учил лётный состав к освоению и боевого испытания нового авиационного комплекса. Общий налёт составлял 1765 часов. В Демократической Республике Афганистан выполнил 106 боевых вылета, налетал 96 часов.
Принимая участие в ноябре 1983 года в Гератской и Кундузской операциях, в сентябре-октябре 1983 года — в Шинданской и Фарахской операциях, 20 раз лично водил эскадрилью на выполнение боевых заданий. В декабре 1983 года и в январе 1984 года принимал участие в Баграмской операции, во время которой десять раз водил эскадрилью на уничтожение живой силы и огневых точек мятежников. В сложных условиях боевой обстановки смело, решительно, грамотно руководил экипажем в воздухе. Сам находил и подавлял зенитные средства противодействия и лишь потом позволял лётному составу работать на объектах.
За время нахождения в Демократической Республике Афганистан лично уничтожил 14 ДШК, 3 опорные пункта, 6 автомобилей, один склад горюче-смазочных материалов, 2 мотоцикла, более 300 мин, 3 пушки, около 250 мятежников. Постоянно принимая участие в боевых действиях по защите революционных завоеваний афганского народа, личным примером вдохновлял подчинённых на выполнение поставленных заданий. Пользовался исключительно большим авторитетом среди личного состава.
16 января 1984 года участвуя в очередной операции по уничтожению обнаруженной банды душманов, эскадрилья из 8 самолётов, ведомая Рубаном П. В., наносила массированный удар в районе населённого пункта Ургун. При этом удар выполнялся в условиях сильного противодействия зенитно-ракетных средств противника. Командир эскадрильи первым выполнил атаку, однако на выходе из пикирования самолёт Су-25 получил повреждения от попадания ракеты и стал неуправляемым. Лётчик катапультировался при большом угле крена и на малой высоте, что не обеспечило полное раскрытие парашюта.
Су-25 подполковника П. В. Рубана стал первым штурмовиком, сбитым ракетой ПЗРК.
Указом Президиума Верховного Совета СССР от 17 мая 1984 года за мужество и героизм, проявленные при оказании интернациональной помощи Демократической Республике Афганистан подполковнику Рубану Петру Васильевичу присвоено звание Героя Советского Союза (посмертно).
Похоронен на Капустяном кладбище в Запорожье.
Награждён орденами Ленина (17.05.1984, № 400692), «За службу Родине в Вооружённых Силах СССР» 3-й степени, медалями.
Имя Героя носят улица, средняя школа № 62 города Запорожье, и супертраулер, который был построен в Николаеве (Украина). В городе Сумы ежегодно проводят турнир по боксу, посвящённый памяти П. В. Рубана.